# رئیس‌جمهور

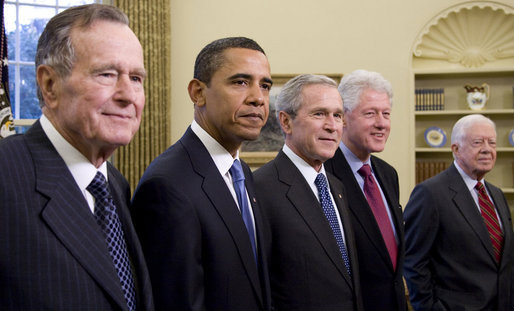
جرج ایچ دابلیو بوش، باراک اوباما، جرج دابلیو بوش، بیل کلینتون، جیمی کارتر

رئیس‌جُمهور یا پرزیدِنت (به انگلیسی: President) رئیس کشور و بالاترین مقام در کشورهای دارای حکومت جمهوری است. رئیس‌جمهور ممکن است، یک مقام تشریفاتی یا مقامی با اختیارات بسیار باشد.
رئیس‌جمهور در اکثر کشورها جایگاهی است که دارای اختیارات بالای نظارتی و هدایتی است. قدرت معمولاً میان رئیس‌جمهور و نخست‌وزیر یا صدراعظم تقسیم می‌شود، هرچند در برخی کشورهای دارای نظام ریاست‌جمهوری مانند ایالات متحدهٔ آمریکا، پست‌های قابل توجهی مانند نخست‌وزیری یا صدراعظمی وجود ندارد و رئیس‌جمهور که با رأی مستقیم مردم انتخاب می‌شود، دارای اختیاراتی دوچندان است.

## کمترین دوره
در تاریخ ۱۹ فوریه ۱۹۱۳، در انتخابات ریاست جمهوری کشور ایالات متحده مکزیک، پدرو لاسکورائین به مدت کمتر از یک ساعت به عنوان سی‌وچهارمین رئیس‌جمهور مکزیک فعالیت کرد، که کوتاه‌ترین دوران ریاست‌جمهوری در جهان است.

## بیشترین دوره

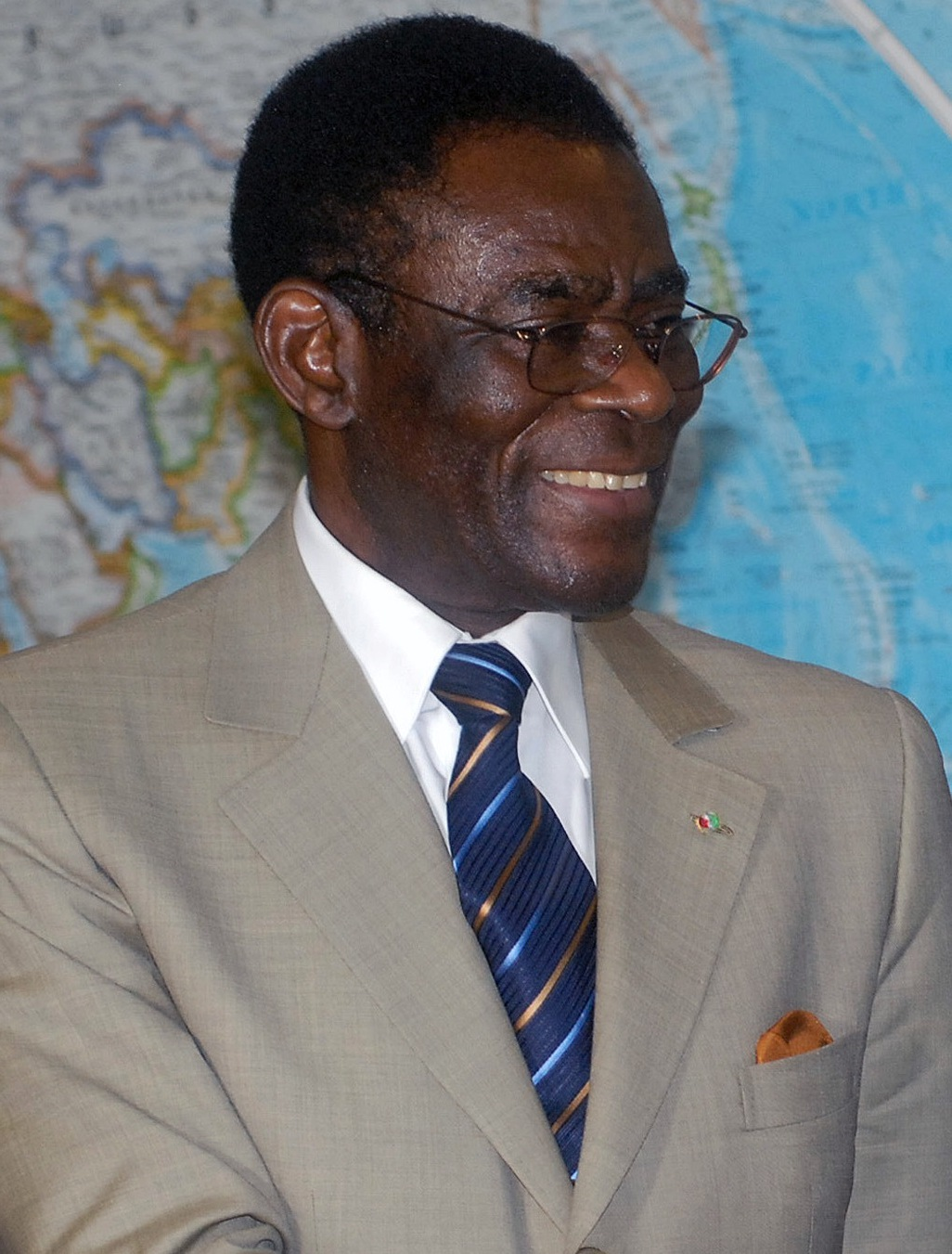
تئودور اوبیانگ انگوئما، دارای طولانی‌ترین مدت زمان ریاست جمهوری

طولانی‌ترین دوره ریاست جمهوری متعلق به تئودور اوبیانگ انگوئما رئیس‌جمهوری کشور گینه استوایی است که از سال ۱۹۷۹ تا کنون (۴۵سال) این مقام را برعهده دارد.